# Koryta-Osada
Koryta-Osada (do 2021 Koryta) – osada w Polsce położona w województwie łódzkim, w powiecie łęczyckim, w gminie Daszyna.
Nazwa miejscowości została zmieniona 1.01.2022 r. z nazwy Koryta, na Koryta-osada.
W latach 1975–1998 miejscowość administracyjnie należała do województwa płockiego.